# Anschlussheilbehandlung
Die Anschlussheilbehandlung (auch Anschlussrehabilitation) ist eine medizinische Rehabilitationsmaßnahme, die im Anschluss an einen Krankenhausaufenthalt durchgeführt wird.
Die Anschlussrehabilitation kann ambulant, stationär oder teilstationär durchgeführt werden.

## Situation in Deutschland
Geht der Anschlussrehabilitation eine Operation voraus, so muss sie spätestens zwei Wochen nach Entlassung aus der Akutklinik beginnen. (Aus medizinischen Gründen z. B. bei Schulter- oder Hüftgelenk-Operationen mittels Osteosynthese sind auch Ausnahmen von der Zwei-Wochen-Regel möglich. Die Anschlussheilbehandlung beginnt dann i. d. R. sechs Wochen nach der Operation, wenn die erste Phase der primären Knochenheilung erfolgt ist). Geht der Anschlussrehabilitation eine Bestrahlungsbehandlung voraus, so muss sie spätestens 6 Wochen nach Bestrahlungsende beginnen. Wurde die Bestrahlung im Bereich des Kopfes oder des Halses durchgeführt, so muss die Anschlussrehabilitation spätestens 10 Wochen nach Bestrahlungsende beginnen. Beantragt wird sie durch das Krankenhaus, dort durch den behandelnden Krankenhausarzt oder den Sozialdienst. Bei ambulanter Vorbehandlung, z. B. Bestrahlung, erfolgt die Beantragung durch den behandelnden Strahlentherapeuten.
Die stationäre Anschlussrehabilitation dauert in der Regel drei Wochen und kann bei schweren Erkrankungen und nach Operationen (z. B. Krebs, Schlaganfall, Herzoperationen) und nach Unfällen durchgeführt werden.
Kostenträger sind entweder die Deutsche Rentenversicherung oder die Krankenkasse. Im Falle einer privaten Krankentagegeldversicherung kommt nach einem Urteil des Landgerichts Hildesheim vom 5. Juli 2005 (Az. 3 O 114/05) – entgegen der Ansicht mancher Versicherungsunternehmen – eine Inanspruchnahme der privaten Krankentagegeldversicherung in Frage.
Ebenso wie bei einem Krankenhausaufenthalt ist pro Tag einer Anschlussrehabilitation eine Zuzahlung von 10 Euro zu leisten. Die Zuzahlung ist, wenn die Krankenkasse Kostenträger ist, auf maximal 28 Tage im Kalenderjahr begrenzt, und wenn der Rentenversicherungsträger Kostenträger ist, auf maximal 14 Tage im Kalenderjahr begrenzt. Zuzahlungen, die im gleichen Jahr bereits an ein Krankenhaus geleistet wurden, werden angerechnet.